# São Miguel do Pinheiro, São Pedro de Solis e São Sebastião dos Carros
São Miguel do Pinheiro, São Pedro de Solis e São Sebastião dos Carros est une paroisse civile portugaise (en portugais : freguesia) de la municipalité de Mértola dans le district de Beja. Elle est créée en 2013, par fusion des paroisses de São Miguel do Pinheiro, São Pedro de Solis et São Sebastião dos Carros.

## Géographie
Le sud de la paroisse est délimité par la rivière Vascão (pt), affluent du Guadiana qui sépare São Miguel do Pinheiro, São Pedro de Solis e São Sebastião dos Carros de l'Algarve.

## Histoire
La paroisse est créée par la loi no 11-A/2013 du 28 janvier 2013 portant réorganisation administrative du territoire des freguesias, en fusionnant les paroisses de São Miguel do Pinheiro, São Pedro de Solis et São Sebastião dos Carros. Son nom officiel est União das Freguesias de São Miguel do Pinheiro, São Pedro de Solis e São Sebastião dos Carros et son siège est fixé à São Miguel do Pinheiro.

## Démographie
Lors du recensement de 2021, São Miguel do Pinheiro, São Pedro de Solis e São Sebastião dos Carros compte 816 habitants.